# Matías Sproat
Matías Daniel Sproat (La Plata, Provincia de Buenos Aires, Argentina, 10 de marzo de 1988) es un futbolista argentino. Juega como interior derecho y su equipo actual es Brown de Adrogué de la Primera Nacional en Argentina

## Trayectoria
Surgido de las divisiones inferiores de Gimnasia y Esgrima La Plata, hizo toda su carrera como futbolista en el ascenso. En 2009, llegó a El Porvenir, donde estuvo hasta 2011, cuando se fue a Tristán Suárez. Tras un año en el equipo de Ezeiza, recaló, en junio del año pasado, en Brown de Adrogué. El 3 de agosto de 2013 marca, sin duda, el gol más importante de su carrera frente a Independiente en un partido que marcó un triunfo histórico para el Tricolor que le ganó 2 a 1 nada más y nada menos que en el Libertadores de América.

### Sport Boys
El 27 de diciembre del 2018 se confirma su fichaje por el Sport Boys para jugar la Primera División del Perú, siendo esta su primera experiencia en primera y en el extranjero. Debutó en una primera división de fútbol en la primera fecha del Torneo Apertura 2019 contra Alianza Lima. Luego de un paso irregular, a mediados de 2019 fue separado del Sport Boys por pedido de Marcelo Vivas, y volvió a su país de origen para jugar en Villa San Carlos, donde ya lleva 4 goles.

## Clubes
| Club                | País      | Año        | PJ  | Goles |
| ------------------- | --------- | ---------- | --- | ----- |
| El Porvenir         | Argentina | 2009-2011  | 72  | 11    |
| Tristán Suárez      | Argentina | 2011-2012  | 36  | 4     |
| Brown de Adrogué    | Argentina | 2012-2016  | 151 | 15    |
| Barracas Central    | Argentina | 2016-2018  | 63  | 5     |
| Comunicaciones      | Argentina | 2018       | 15  | 0     |
| Sport Boys          | Perú      | 2019       | 15  | 0     |
| Villa San Carlos    | Argentina | 2019-2020  | 25  | 6     |
| Brown de Adrogué    | Argentina | 2020-2022  | 13  | 1     |
| Juventud Antoniana  | Argentina | 2022       |     |       |
| Villa San Carlos    | Argentina | 2023       |     |       |
| Club Atlético Brown | Argentina | 2024- act. |     |       |

### Estadísticas
| Club                     | Temporada | Liga | Liga | Copas Nacionales | Copas Nacionales | Copas Internacionales | Copas Internacionales | Total | Total |
| Club                     | Temporada | PJ   | G    | PJ               | G                | PJ                    | G                     | PJ    | G     |
| ------------------------ | --------- | ---- | ---- | ---------------- | ---------------- | --------------------- | --------------------- | ----- | ----- |
| El Porvenir Argentina    |           |      |      |                  |                  |                       |                       |       |       |
| 2009-2011                | ?         | ?    | -    | -                | -                | -                     | ?                     | ?     |       |
| Total                    | ?         | ?    | -    | -                | -                | -                     | ?                     | ?     |       |
| Tristán Suárez Argentina |           |      |      |                  |                  |                       |                       |       |       |
| 2011-2012                | ?         | 4    | -    | -                | -                | -                     | ?                     | 4     |       |
| Total                    | ?         | 4    | -    | -                | -                | -                     | ?                     | 4     |       |
| Brown (A) Argentina      |           |      |      |                  |                  |                       |                       |       |       |
| 2012-2013                | 37        | 3    | 2    | 0                | -                | -                     | 39                    | 3     |       |
| 2013-2014                | 32        | 3    | -    | -                | -                | -                     | 32                    | 3     |       |
| Total                    | 69        | 6    | 2    | 0                | -                | -                     | 71                    | 6     |       |